# Lato A e lato B

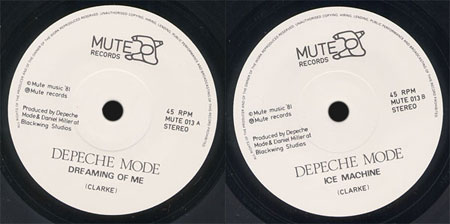
Le due facciate di un 45 giri dei Depeche Mode dove i lati A e B vengono indicati sulla destra di ognuno e di fianco a "MUTE013". Sopra a questa dicitura sono indicati i giri (45 RPM).

In musica con il termine lato A o lato B, oppure lato 1 o lato 2 (in inglese A-side e B-side) si indicano le opposte superfici registrate di un disco in vinile o di una musicassetta. La distinzione fisica tra due facciate non esiste sui supporti più moderni, ma il termine lato B è ancora utilizzato in senso figurato per riferirsi ai brani di secondaria importanza di un singolo o di un autore.

## Storia

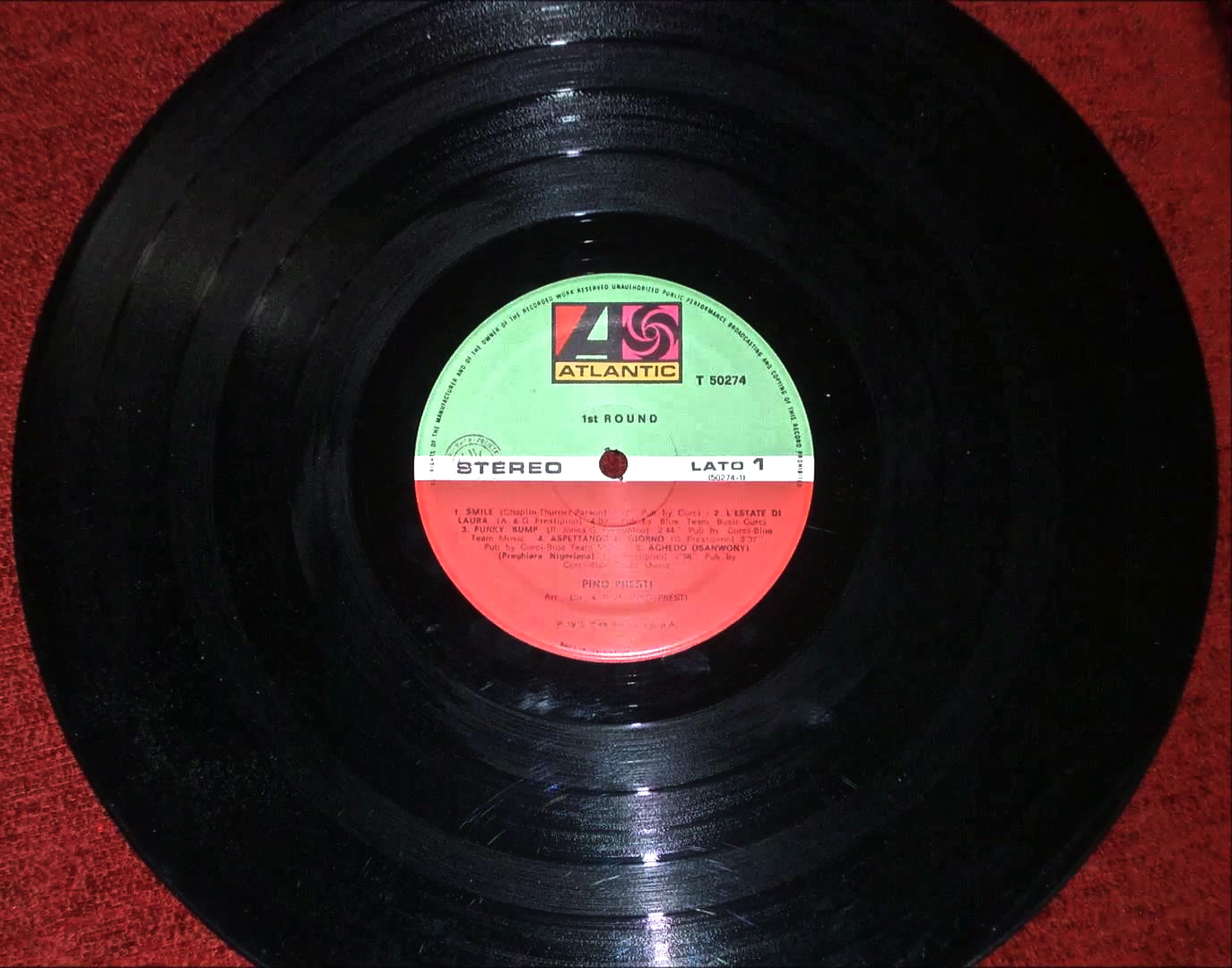
In questo 33 giri di Pino Presti viene indicato il lato A come lato 1 (a destra).

L'origine del nome deriva dai dischi in gommalacca a 78 giri e in vinile a 45 giri, supporti su cui era possibile incidere su entrambi i lati e che spesso indicavano sull'etichetta la dicitura lato A e lato B (oppure side A e side B ma anche lato 1 e lato 2).
Nel caso di un singolo 45 giri, inoltre, sul lato A in genere viene inciso il brano principale mentre sul lato B viene indicato quello considerato meno importante. In seguito, anche per i long playing a 33 giri e a 16 giri è rimasta l'abitudine di definire i due lati allo stesso modo, ma in questo caso i brani più significativi possono essere distribuiti sull'intero supporto senza considerare un lato più o meno importante.
Con la diffusione del compact disc è venuta meno la distinzione fisica tra due lati. Con l'avvento di Internet e del download legale, il concetto di Lato A e Lato B si è via via alienato anche nel suo senso figurato, poiché le canzoni si possono acquistare singolarmente dai siti web eliminando il supporto su cui in precedenza erano incise. Alcuni musicisti, comunque, continuano a produrre i loro lavori su vinile.

## Doppio lato A
Sul vinile può capitare che gli artisti decidano di pubblicare un singolo discografico cosiddetto doppio lato A. Si tratta di un unico singolo, contenente due canzoni principali.

Il doppio lato A è un singolo in cui entrambe le canzoni sono considerate di uguale potenziale commerciale. 
Questo tipo di formula fu inventato nel dicembre 1965 dai Beatles per il loro singolo di Day Tripper e We Can Work It Out, che, appunto, furono promossi contemporaneamente dalle radio perché sul primo motivo puntava Paul McCartney, mentre John Lennon aveva maggiori aspettative sul secondo.
Successivamente anche altri musicisti seguirono l'esempio (tra cui i the Rolling Stones due anni dopo con Let's Spend the Night Together e Ruby Tuesday e Madonna con Burning Up e Physical Attraction nel marzo 1983).

## Doppio lato B
Viceversa al doppio lato A (che non ha nulla di registrato sul lato B), i doppio lato B contengono due canzoni su questo lato più una sul lato A, quindi tre brani in totale. Questi singoli furono introdotti negli anni '70 e furono presto nominati come "maxi singolo" (termine oggi utilizzato per una più vasta varietà di formati), ma nome che non li qualifica assolutamente come EP (extended play).

## Qdisc
I Qdisc invece sono dei 33 giri in vinile contenenti in genere solo 4 brani (due per lato) e hanno comunque la diciture A e B, un esempio è Calore di Renato Zero (1983).

## EP
Gli extended play inizialmente erano dei dischi in vinile da 17,5 cm a 33 o 45 giri che contenevano quattro brani. La Official Charts Company, nel Regno Unito, ha stabilito che un EP ha una durata massima di 25 minuti con al più quattro tracce; invece negli Stati Uniti la RIAA considera EP quei supporti contenenti dalle 3 alle 5 tracce e con una durata complessiva del disco inferiore ai 30 minuti. Con l'introduzione dei CD vennero realizzate versioni degli EP in questo formato. Negli anni 2000, con la diffusione dello streaming, vengono realizzate playlist di durata simile a quella degli EP in vinile e, quindi, definite anch'esse EP.

## 78 giri
I predecessori dei dischi in vinile furono i 78 giri, in genere realizzati in gommalacca, utilizzati per tutta la prima metà del XX secolo. I primi 78 giri a doppia faccia furono introdotti dalla Columbia Records, in Europa nel 1907 circa e in America nel 1908, e furono rivoluzionari anche perché il costo rimase quasi lo stesso dei dischi a singola faccia.

## Informatica
Il concetto si applicava anche ai supporti informatici magnetici, all'epoca in cui si utilizzavano le cassette e i floppy disk da 5,25 pollici o da 8 pollici (mentre quelli da 3,5 pollici introdotti successivamente sono utilizzabili su un solo lato).